# ...erwachsen sein dagegen sehr
...erwachsen sein dagegen sehr è un documentario del 1956 diretto da Wolf Hart.
È stato presentato alla 6ª edizione del Festival di Berlino, dove ha ricevuto una menzione d'onore come miglior cortometraggio.